# Kazimierz Martyn
Kazimierz Martyn (ur. 1903 w Łodzi, zm. ?) – polski urzędnik państwowy, poseł na Sejm Ustawodawczy (1948–1952).

## Życiorys
W młodości uczył się w łódzkim gimnazjum Starkiewicza, którego nie ukończył. Po uzyskaniu przez Polskę niepodległości podjął pracę w Ministerstwie Aprowizacji i Handlu. Związał się również z harcerstwem, wziął udział w III powstaniu śląskim w 1921. Po powrocie do Łodzi kontynuował działalność w ruchach młodzieżowych (założył Związek Młodzieżowy "Orle"), kształcił się również w szkole włókienniczej, której nie ukończył. Pracował kolejno w firmie Kreczmara, Ubezpieczalni Społecznej, a w 1927 został zatrudniony jako dekorator Wydziału Plantacji Zarządu Miejskiego Łodzi (do 1945). Pod koniec lat 30. związał się z tzw. ruchem demokratycznym, wstępując do SD. W okresie przynależności Łodzi do Kraju Warty nadal pracował w magistracie, organizując nielegalne struktury SD. 
Po zakończeniu działań wojennych podjął pracę w Wydziale Kwaterunkowym Zarządu, a w 1949 objął obowiązki przewodniczącego Dzielnicowej Rady Narodowej Łódź Północ. Od podstaw tworzył sieć komórek SD na terenie Łodzi i okręgu. Kandydował z listy Bloku Demokratycznego w wyborach do Sejmu Ustawodawczego, jednak nie uzyskał mandatu. Do Sejmu wszedł w trakcie trwania kadencji. Po 1952 pracował jako starszy inspektor Dzielnicowej Rady Narodowej Łódź Śródmieście, jak również w Wydziale Przemysłu i Handlu oraz Gospodarki Komunalnej i Mieszkaniowej Dzielnicowej Rady Narodowej Łódź Górna. 
Odznaczony Krzyżem Kawalerskim Orderu Odrodzenia Polski, Śląskim Krzyżem Powstańczym oraz Srebrnym Krzyżem Zasługi. 